# Okrouhlo
Okrouhlo (deutsch Okrauhlo) ist eine Gemeinde im Okres Praha-západ, Tschechien. Sie liegt in 333 m ü. M. 21 Kilometer südlich des Stadtzentrums von Prag. Die Fläche der Gemeinde beträgt 8,31 km².

## Geschichte
Die erste urkundliche Erwähnung des Ortes entstammt dem Jahr 1310.

## Ortsgliederung
Die Gemeinde Okrouhlo besteht aus den Ortsteilen Okrouhlo und Zahořany. Das Gemeindegebiet gliedert sich in den Katastralbezirk Okrouhlo.